# Pierre Watkin
Pour les articles homonymes, voir Watkin.
Pierre Watkin est un acteur américain né le 29 décembre 1889 à Sioux City, Iowa, et mort le 3 février 1960 à Hollywood, Californie, d'une pneumonie et de complications liées au diabète.

## Filmographie partielle
- 1935 : L'Intruse (Dangerous) d'Alfred E. Green
- 1936 : L'Homme à l'héliotrope (Forgotten Faces) d'Ewald André Dupont
- 1937 : La Lumière verte (Green Light) de Frank Borzage
- 1937 : Déjeuner pour deux (Breakfast for Two) d'Alfred Santell
- 1937 : La Loi du milieu (Internes Can't Take Money) d'Alfred Santell
- 1937 : Les Démons de la mer (Sea Devils) de Benjamin Stoloff
- 1938 : Monsieur Moto sur le ring (Mr. Moto's Gamble) de James Tinling
- 1938 : Le Jeune docteur Kildare (Young Dr. Kildare) de Harold S. Bucquet
- 1938 : Le Retour d'Arsène Lupin (Arsène Lupin Returns) de George Fitzmaurice
- 1938 : The Lady Objects d'Erle C. Kenton
- 1938 : Miss Catastrophe (There's Always a Woman) d'Alexander Hall
- 1938 : Pensionnat de jeunes filles (Girls' School) de John Brahm
- 1938 : Le Vantard (Boy Meets Girl) de Lloyd Bacon
- 1938 : Ah ! Quelle femme ! (There's That Woman Again) d'Alexander Hall
- 1939 : Les Ailes de la flotte (Wings of the Navy) de Lloyd Bacon
- 1939 : Avocat mondain (Society Lawyer) d'Edwin L. Marin
- 1939 : Hommes sans loi (King of the Underworld) de Lewis Seiler
- 1939 : Le Roi de Chinatown (King of Chinatown) de Nick Grinde
- 1939 : The Great Victor Herbert d'Andrew L. Stone
- 1939 : The Covered Trailer de Gus Meins
- 1939 : Les Maîtres de la mer (Rulers of the Sea) de Frank Lloyd
- 1940 : En route vers Singapour (Road to Singapore) de Victor Schertzinger
- 1940 : Rhythm on the River de Victor Schertzinger
- 1940 : Monsieur Wilson perd la tête (I love you again) de W. S. Van Dyke
- 1941 : Jesse James at Bay de Joseph Kane
- 1942 : Vainqueur du destin (The Pride of The Yankees) de Sam Wood
- 1942 : Nazi Agent de Jules Dassin
- 1942 : Le Nigaud magnifique (The Magnificent Dope) de Walter Lang
- 1944 : Oh, What a Night de William Beaudine
- 1944 : L'Atavisme qui tue (Jungle Woman) de Reginald Le Borg
- 1944 : Les Yeux d'un mort (Dead Man's Eyes) de Reginald Le Borg
- 1945 : Règlement de comptes (Keep Your Powder Dry) d'Edward Buzzell
- 1945 : Roughly Speaking de Michael Curtiz
- 1945 : Apology for Murder de Sam Newfield
- 1945 : La Femme du pionnier (Dakota) de Joseph Kane
- 1946 : Deux Nigauds vendeurs (Little Giant) de William A. Seiter
- 1946 : Murder Is My Business de Sam Newfield
- 1947 : Violence de Jack Bernhard
- 1947 : Mon loufoque de mari (Her Husband's Affairs) de S. Sylvan Simon
- 1947 : Monsieur Verdoux de Charlie Chaplin
- 1948 : L'Enjeu (State of the Union) de Frank Capra
- 1948 : L'Emprise (The Hunted) de Jack Bernhard
- 1948 : Tous les maris mentent (An Innocent Affair) de Lloyd Bacon
- 1948 : Daredevils of the Clouds de George Blair
- 1949 : The Story of Seabiscuit de David Butler
- 1949 : L'Atlantide (Siren of Atlantis) de Gregg Tallas
- 1950 : Mississippi-Express (Rock Island Trail) de Joseph Kane
- 1950 : Le Chevalier de Bacchus (The Big Hangover) de Norman Krasna
- 1950 : Jean Lafitte, dernier des corsaires (Last of the Buccaneers) de Lew Landers
- 1951 : La Belle du Montana (Belle Le Grand) d'Allan Dwan
- 1954 : Romance sans lendemain (About Mrs. Leslie) de Daniel Mann
- 1955 : Pavillon de combat (The Eternal Sea) de John H. Auer
- 1955 : The Big Bluff de W. Lee Wilder
- 1956 : La Horde sauvage (The Maverick Queen) de Joseph Kane

## Télévision
- 1960 : Au nom de la loi  : saison 2 épisode 21 (Jason) : Docteur Bowers